# چیفتلیک
چیفتلیک (به ترکی استانبولی: Çiftlik) یک منطقهٔ مسکونی در ترکیه است که در استان نیغده واقع شده‌است.